# Kilchoman
Kilchoman (вимовляється Кіл-хо-ман) — винокурня, яка виробляє односолодове шотландське віскі на острові Айла, архіпелагу Внутрішні Гебриди. Винокурня Kilchoman розташована на північному заході острова в безпосередній близькості від одного з найвидовищніших пляжів островів — Мачір Бей. Kilchoman заснована Ентоні Віллзом і залишається незалежною сімейною винокурнею. Вона найменша на острові, але з моменту отримання статусу Rockside Farm у 2015 році перебуває у процесі розширення.

## Історія
Винокурня розпочала промислове виробництво в грудні 2005 року, але була побудована на острові Айла за 124 роки до цього. На винокурні використовують ячмінь, вирощений на полях Rockside Farm та солодований безпосередньо на винокурні, а також солод Port Ellen, та розливає віскі в окремі пляшки залежно від сорту зерна.

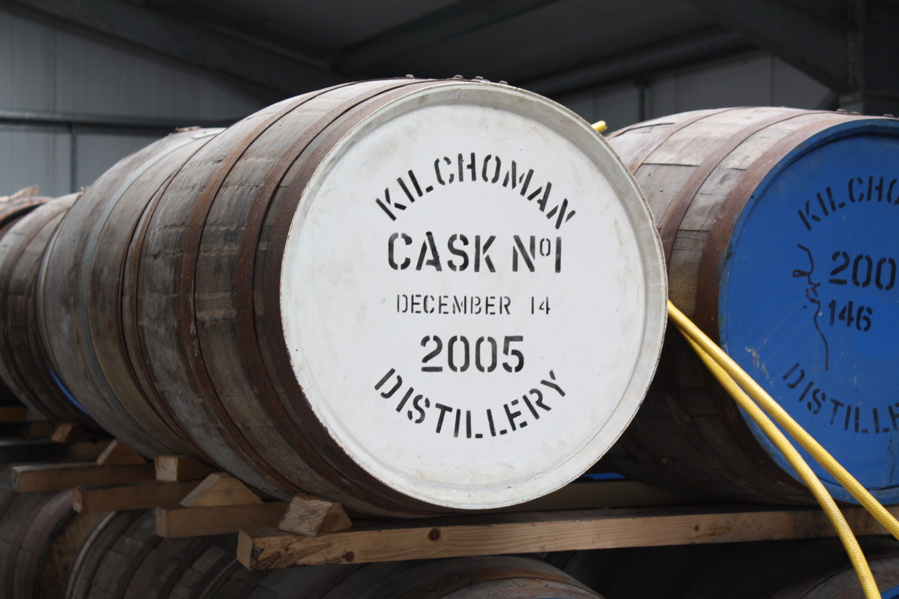
Перша бочка односолодового віскі Kilchoman

Це одна з шести шотландських винокурень, які все ще застосовують традиційне підлогове солодування зерна, і на сьогодні єдина дотримується класичної технології на всіх етапах виготовлення віскі — вирощування ячменю, солодування, перегонка, дозрівання та розлив на Айла, що робить його єдиним справжнім віскі «від зерна до пляшки» в Шотландії.

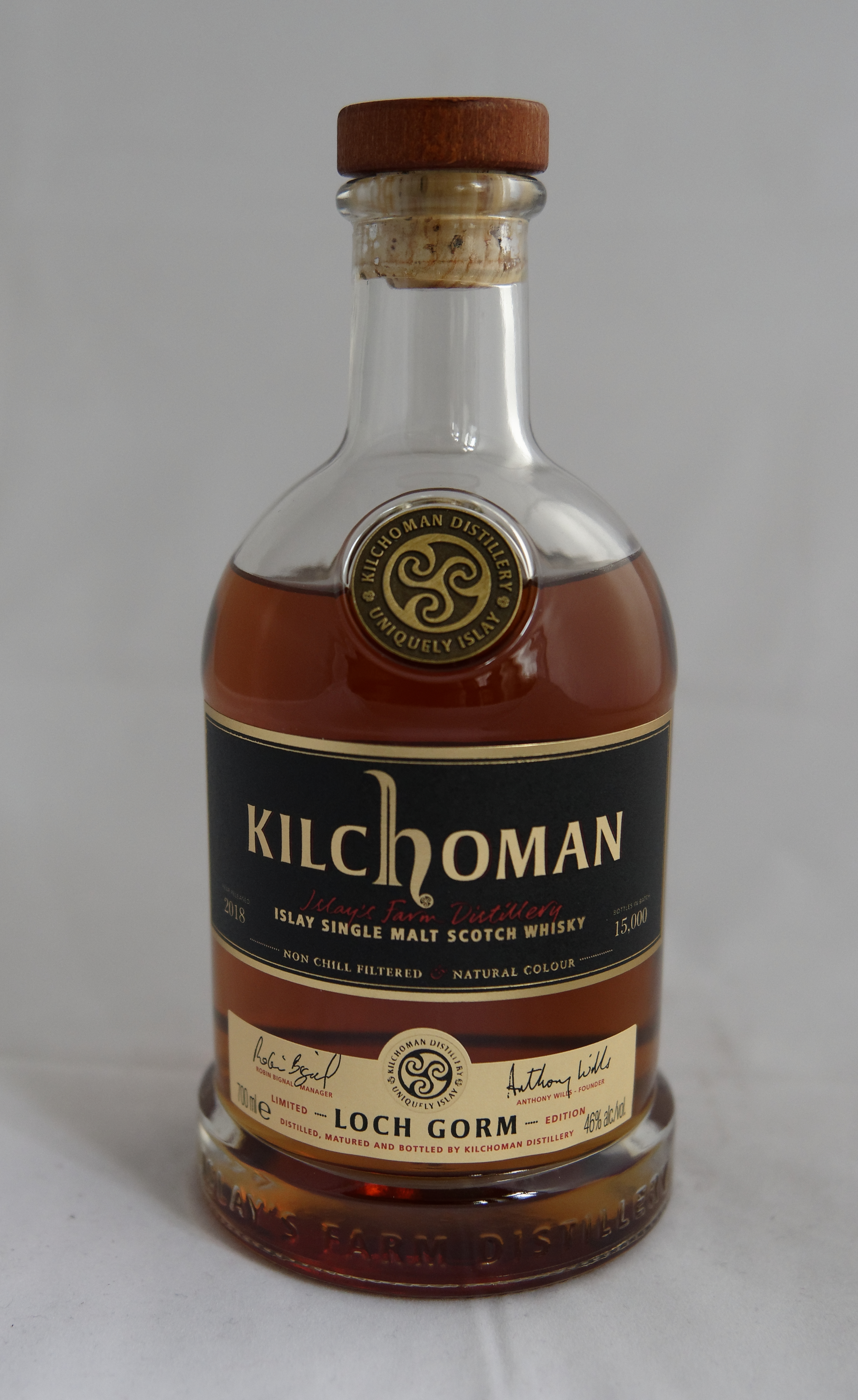
Kilchoman Loch Gorm, 46 % об

Винокурня вперше наповнила бочки 14 грудня 2005 року і розпочала розливати 3-річне віскі у вересні 2009 року. Перша офіційна «інавгураційна партія» Kilchoman випущена у 2009 році, а перше 100 % віскі «Айла» випущене у 2011 році.
Віскі, вироблені із солоду Port Ellen, торфовані до тих же рівнів, що й Ardbeg — 50 проміле, тоді як солод, торфований безпосередньо на винокурні Kilchoman, матиме концентрацію диму приблизно у 20 проміле.

## Розлив
Kilchoman розливають по різних пляшках. До найпоширеніших з них належать:
- Machir Bay 46 % об.
- Loch Gorm 46 % об.
- Sanaig 46 % об., спочатку випущене на французькому ринку, а згодом представлене у всьому світі у 2016 році.
- 100 % Islay 50 % об., віскі, вироблене від зерна до пляшки на острові Айла.